# Kopongo
Kopongo est un village de la Région du Littoral du Cameroun, situé dans la commune de Dibamba. 

## Population et développement
En 1967, Kopongo comptait 759 habitants, principalement des Bassa. À cette date, le village était doté d'un marché journalier, d'une scierie, d'un dispensaire privé pour l'exploitation forestière, d'une mission catholique.
Lors du recensement de 2005, la population de Kopongo était de 270 habitants dont 150 hommes et 120 femmes.

## Cultes
Le village est le siège de la paroisse catholique Saint Joseph de Kopongo, elle est rattachée à la zone pastorale Edéa II du diocèse d'Edéa.